# Idris sexarticulatus
Idris sexarticulatus är en stekelart som först beskrevs av Dahl 1912.  Idris sexarticulatus ingår i släktet Idris och familjen Scelionidae. Inga underarter finns listade i Catalogue of Life.